# ICGV Þór
El ICGV Þór (Thor) es un buque patrullero tipo UT 512L diseñado por la Rolls Royce para la Guardia Costera de Islandia, construido para reemplazar al desgastado ICGV Óðinn.  La construcción del buque fue aprobada por el gobierno de Islandia el 4 de marzo de 2005. Su construcción comenzó en los Astilleros y Maestranzas de la Armada en Talcahuano, Chile, el 16 de octubre de 2007. La construcción se retrasó más de un año debido al terremoto de chile de 2010, pero el daño a la estructura del buque no fue tan severo como se creía. Luego de las reparaciones, el the ICGV Þór fue entregado al personal de la Guardia Costera de Islandia el 23 de septiembre de 2011 en Chile. Llegó a Reikiavik el 27 de octubre de 2011. Sus principales funciones son las de patrullaje de la zona económica exclusiva, inspección de pesca y apoyo en labores de rescate. El buque recibió su nombre en honor al dios nórdico Thor.

## Orígenes
Los orígenes del barco se remontan al 4 de marzo de 2005, en una propuesta redactada por el entonces Ministro de Justicia y Asuntos Eclesiásticos (que ahora es una entidad inexistente), Björn Bjarnason, con respecto a la compra de un nuevo barco, con el fin de para reemplazar el viejo ICGV Óðinn, y aviones para la Guardia Costera de Islandia. Althing decidió que este era un asunto exigente, por lo que se le dio una alta prioridad a la propuesta. El 31 de septiembre de 2005 se inició un análisis de las necesidades relacionadas con la adquisición de un barco y una aeronave de uso múltiple para el ICG. Las principales demandas fueron que el barco debería estar diseñado para trabajos de rescate y patrullaje, prevenir la contaminación, alimentar los helicópteros de búsqueda y rescate así como cumplir con los requisitos de la defensa civil en cualquier parte del país. Además, debía estar equipado para responder a las amenazas terroristas y prevenirlas, y ser adecuado para operaciones que involucren a la policía o las autoridades aduaneras, y para todo tipo de trabajo de rescate y salvamento. El impulso del bolardo de la embarcación debía tener en cuenta el gran volumen de transporte de pasajeros y carga en la zona económica de Islandia y las aguas costeras.

## Construcción
Las ofertas para la construcción del barco estaban abiertas a solicitud y presentación en el State Trading Center. Después de procesar a través del STC, las ofertas se enviarían dualmente al Ministerio de Justicia y Asuntos Eclesiásticos y al ICG. Se recibieron 15 ofertas de 12 países. La oferta ganadora fue la segunda de ASMAR, la corporación de construcción naval más grande de Chile. El contrato para la construcción del nuevo buque fue firmado el 20 de diciembre de 2006 por Björn, Árni M. Mathiesen, Ministro de Finanzas y Georg Kr. Lárusson, Director del ICG, y Carlos Fanta de la Vega, Contralmirante de la Armada de Chile y Director del Astillero Naval ASMAR. La construcción comenzó el 16 de octubre de 2007. El barco se lanzó el 29 de abril de 2009 en una ceremonia en el Astillero Naval de ASMAR en Talcahuano. El barco entonces sin nombre recibió el nombre oficial Þór, o Thor, después del dios Thor.

### Diseño
El diseño del ICGV Þór es concurrente con el de NoCGV Harstad; de hecho, ambos buques fueron diseñados por Rolls Royce plc. El buque está propulsado por dos motores diesel Rolls Royce Marine Bergen. Las hélices de la nave son dos hélices Rolls Royce Marine KaMeWa Ulstein (las hélices de pluma giran paralelas al flujo del agua para reducir la resistencia). El barco tiene una longitud total de 93.8 metros, un ancho de 16 metros y una altura de 30 metros. La velocidad máxima de la embarcación es de 19.5 nudos (36.1 km / h), mientras que su capacidad de remolque es de 120 toneladas. La cubierta de carga cubre 300 metros cuadrados. El barco está equipado con varios equipos de salvamento, diseñados para ayudarlo en las misiones de rescate, incluidos dos barcos MOB y seis balsas salvavidas Viking. Otro equipo especialmente diseñado para el que está equipado el barco incluye barreras de aceite, una torreta Bofors de 40 mm y espumadores de aceite.

### Incidente del tsunami de 2010
En 2010, un terremoto de magnitud 8.8 golpeó Chile, formando un inmenso tsunami que dejó una estela letal a lo largo de la costa chilena. Se temía que el incendio del ICGV hubiera sido dañado más allá de la reparación en el desastre, ya que se sabía que el astillero en sí había incurrido en daños masivos. A pesar de las probabilidades, la nave había sufrido daños mínimos. Después de ser colocado en dique seco para reparaciones menores, el barco fue entregado, aunque más de un año tarde.

## Entrega
Después de haber sido reparado por completo tras el terremoto y el tsunami subsiguiente, fue entregado a las autoridades y al personal de ICG en el astillero ASMAR el 23 de septiembre de 2011. El barco se embarcó en viaje al puerto de Reykjavík, y estaba programado para llegar a finales de octubre del mismo año. Después de hacer paradas en ciudades como Halifax, Nueva Escocia, el barco finalmente llegó a Reikiavik el 27 de octubre de 2011. El barco mantiene una tripulación de 48 personas.
El 11 de junio de 2015, el Þór fue embestido y dañado por el velero ruso Kruzenshtern en Reikiavik.

## Galería

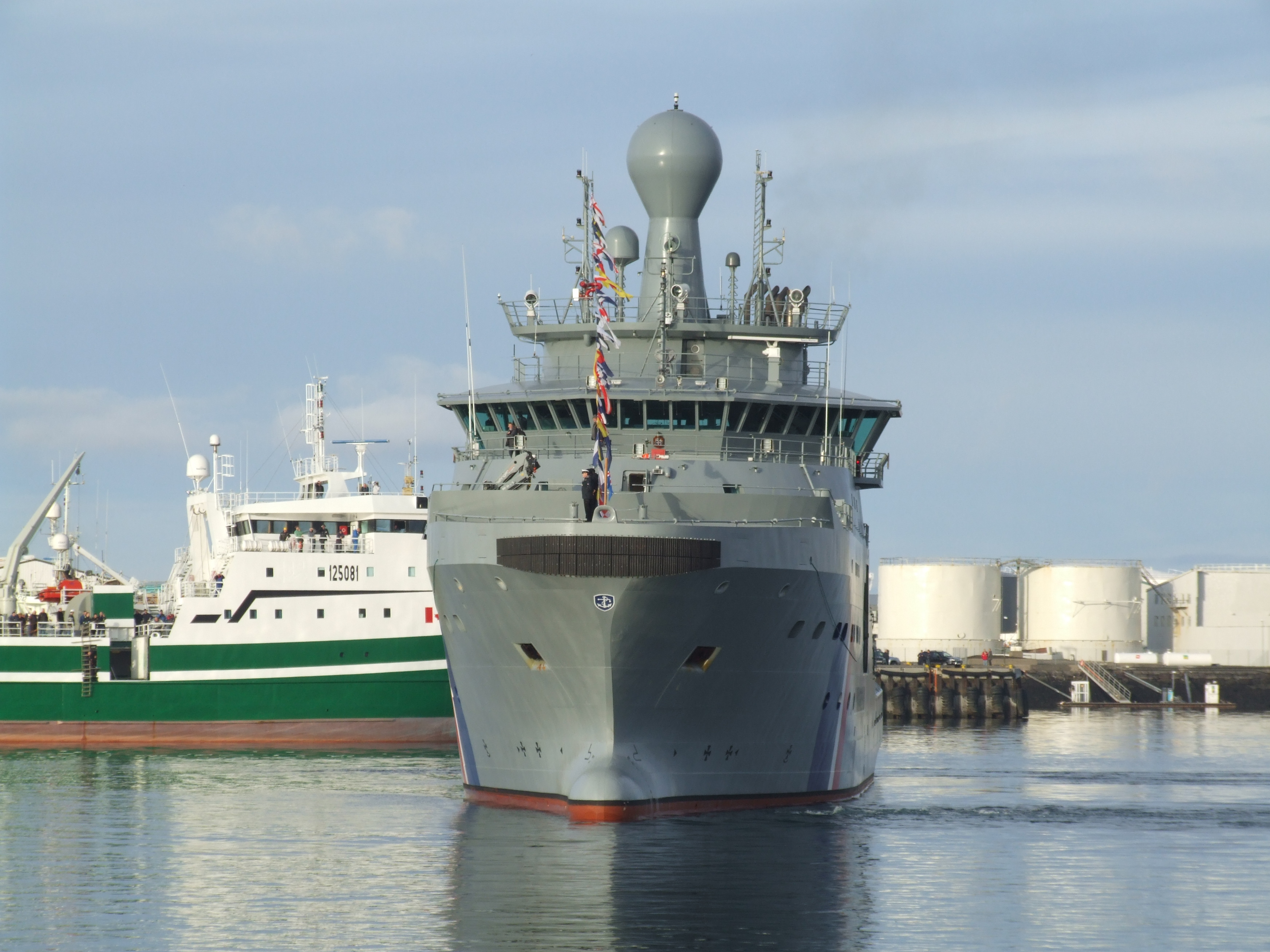
Llegada a Reykjavík
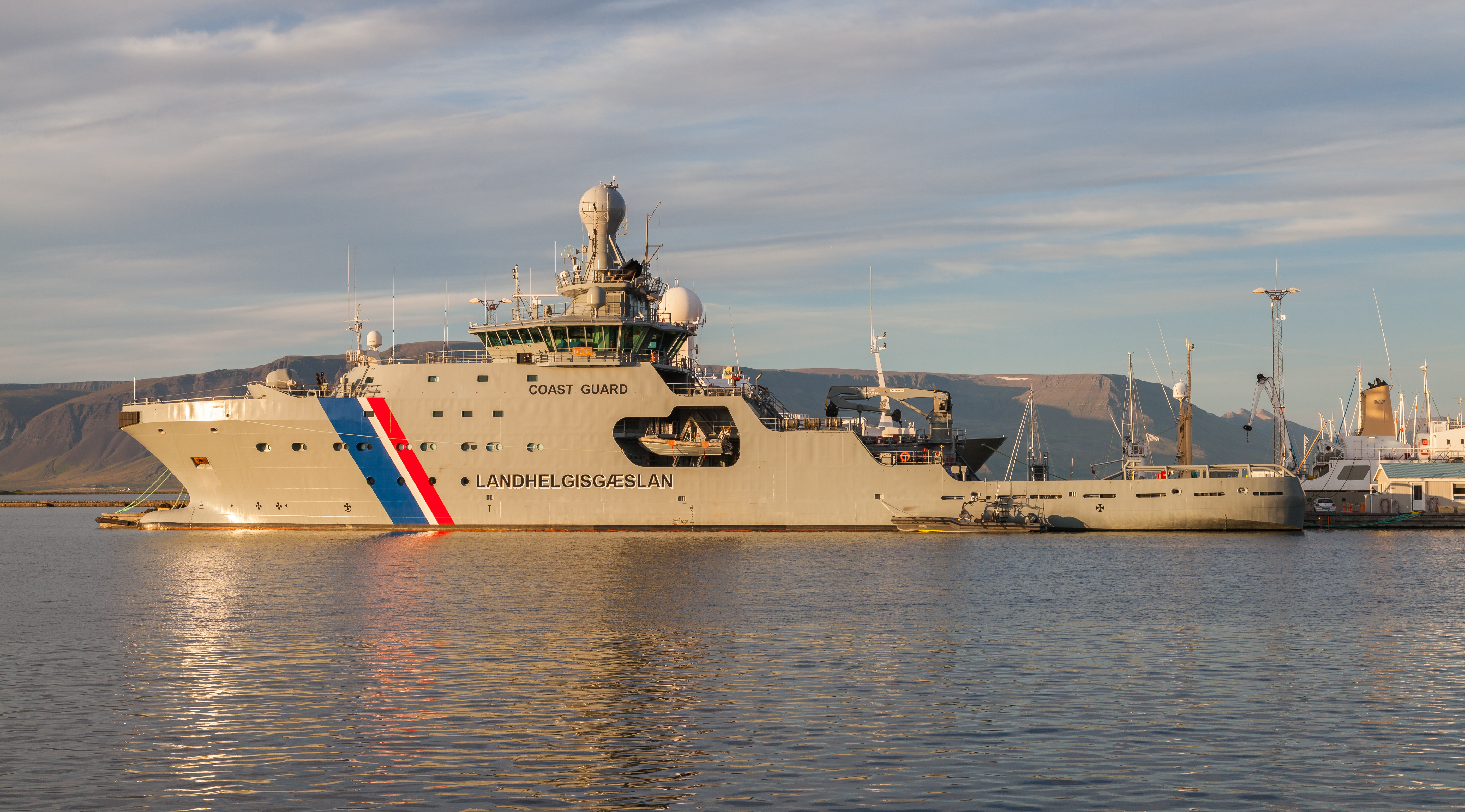
Vista lateral
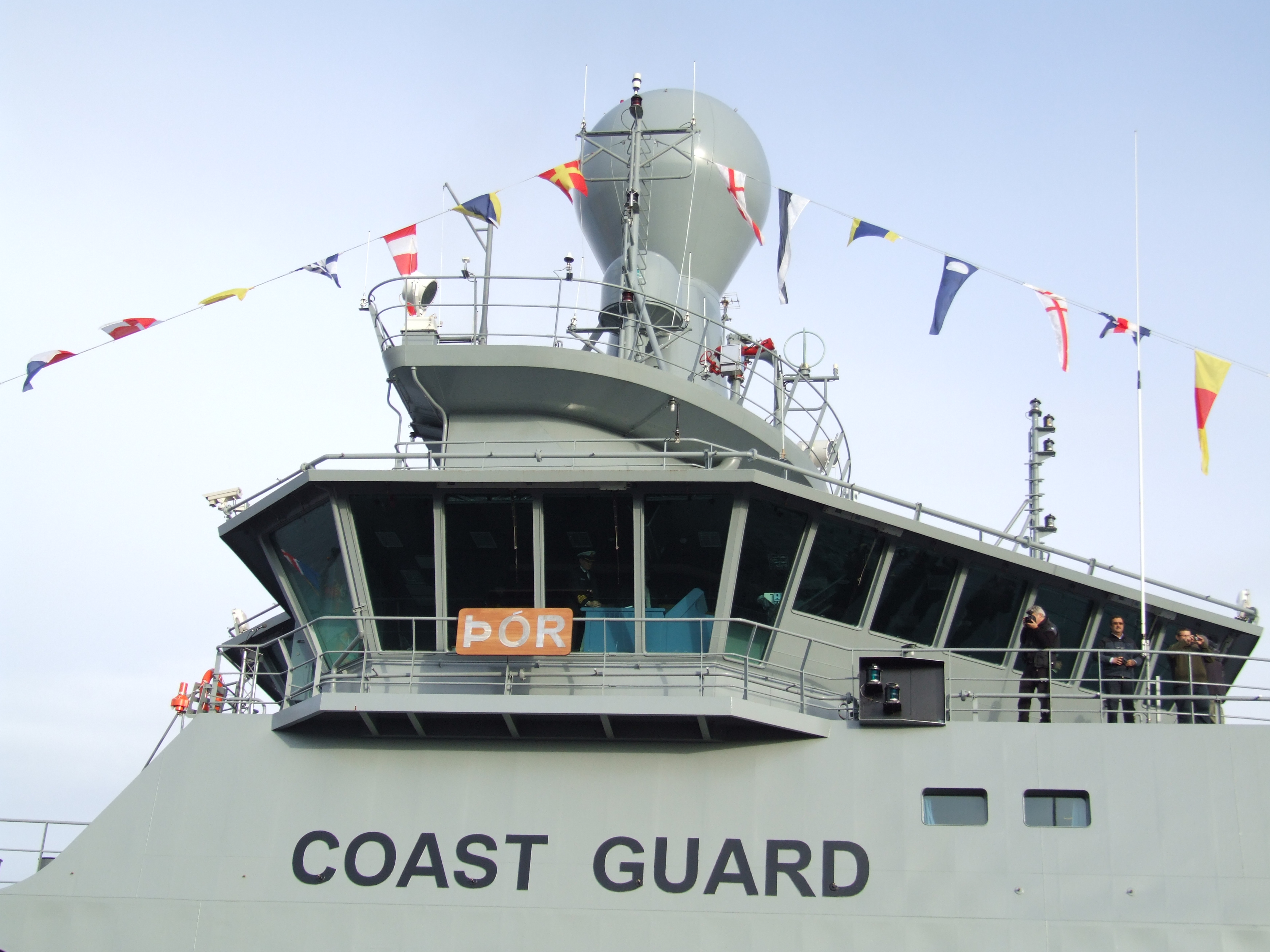
Puente de mando
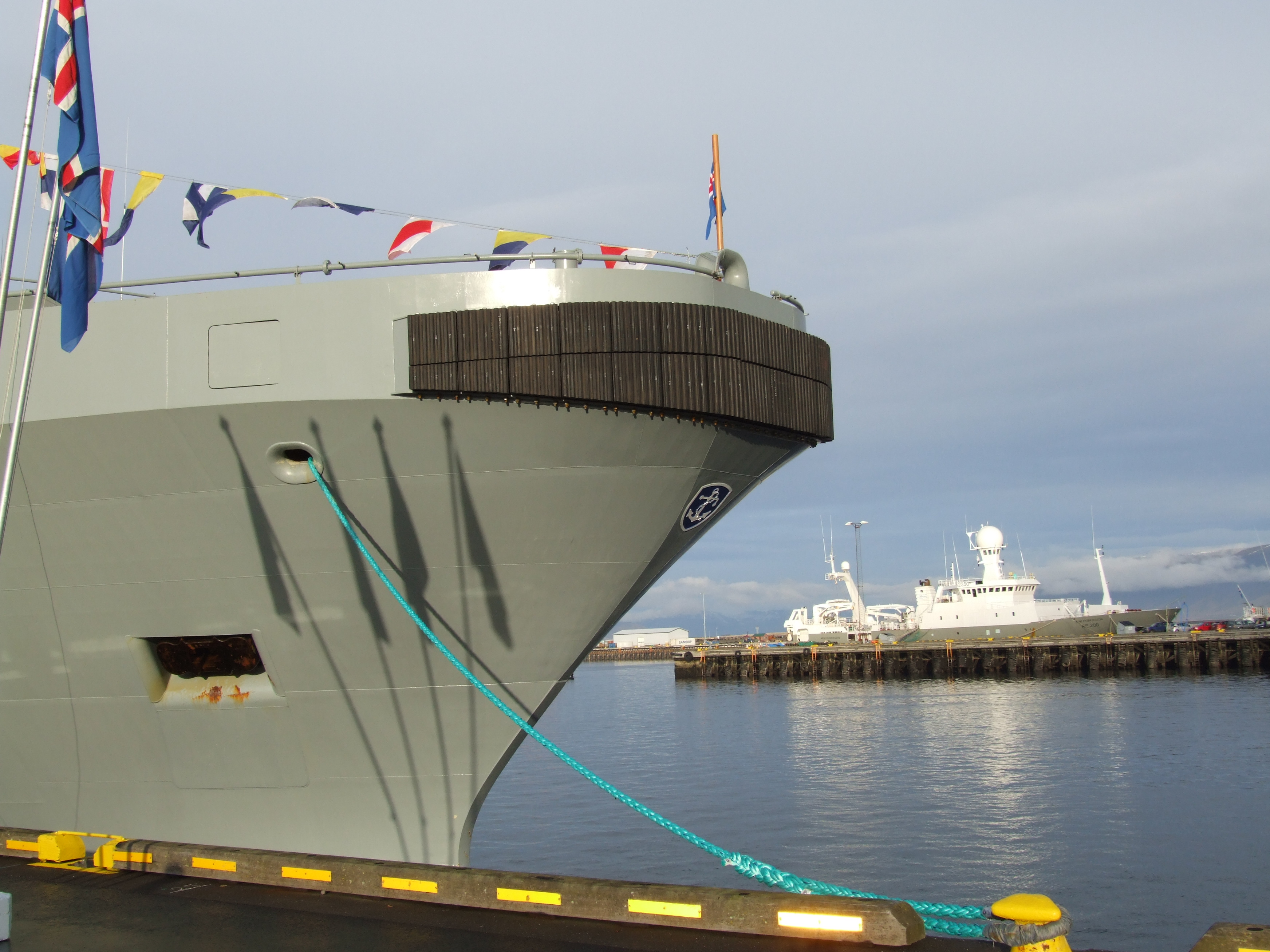
Proa
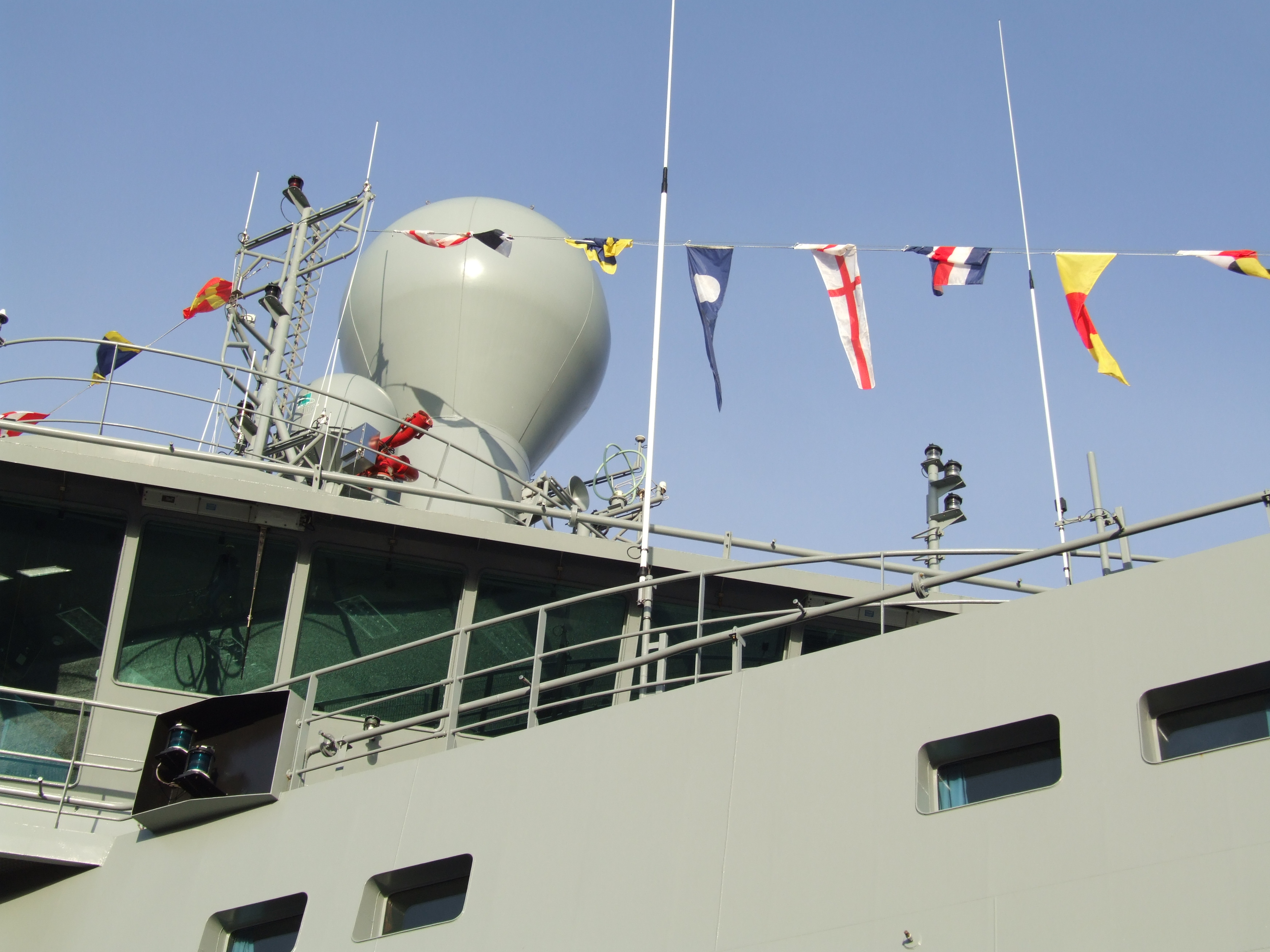
Otra perspectiva del buque
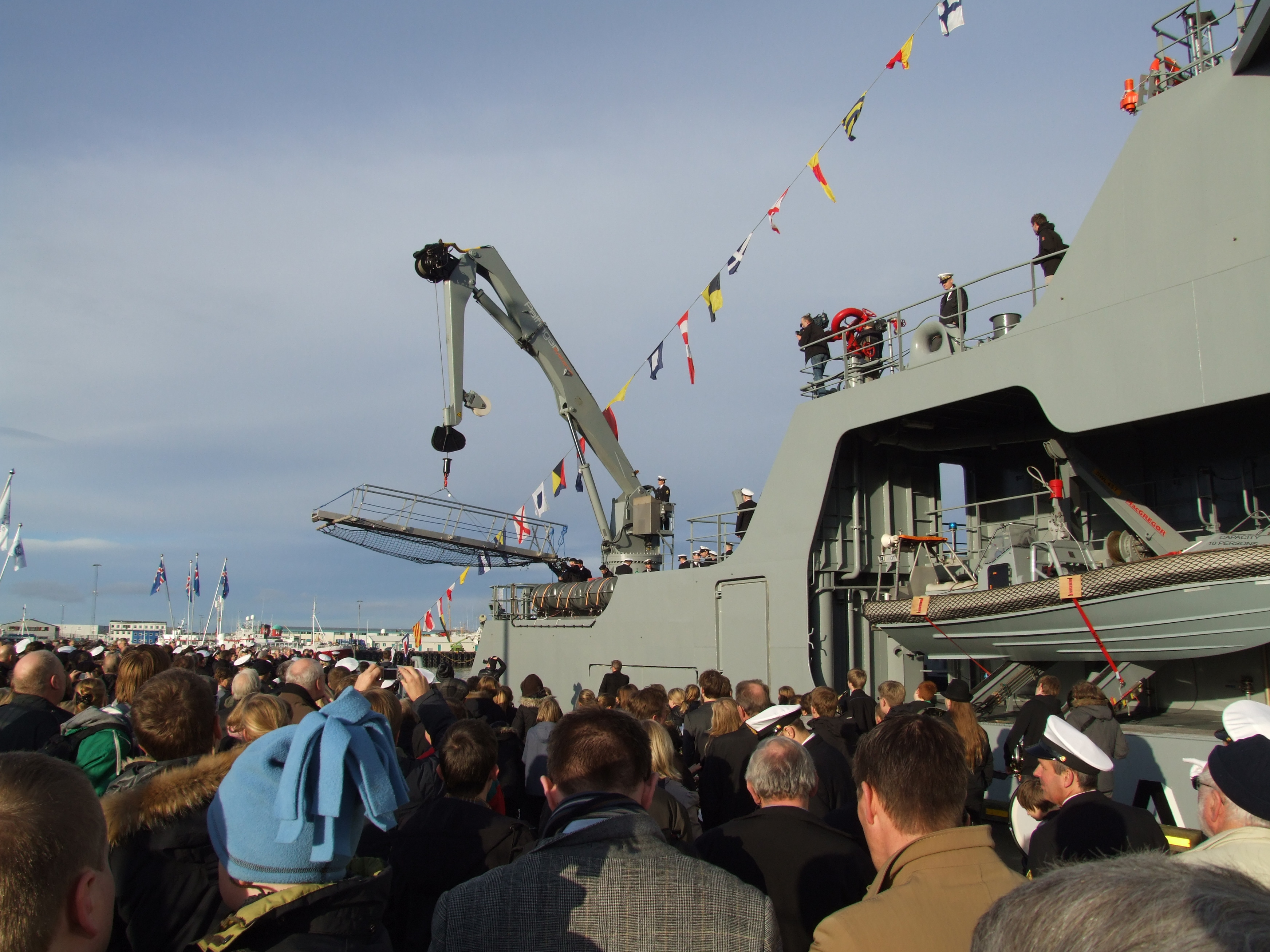
Llegada a Reykjavík
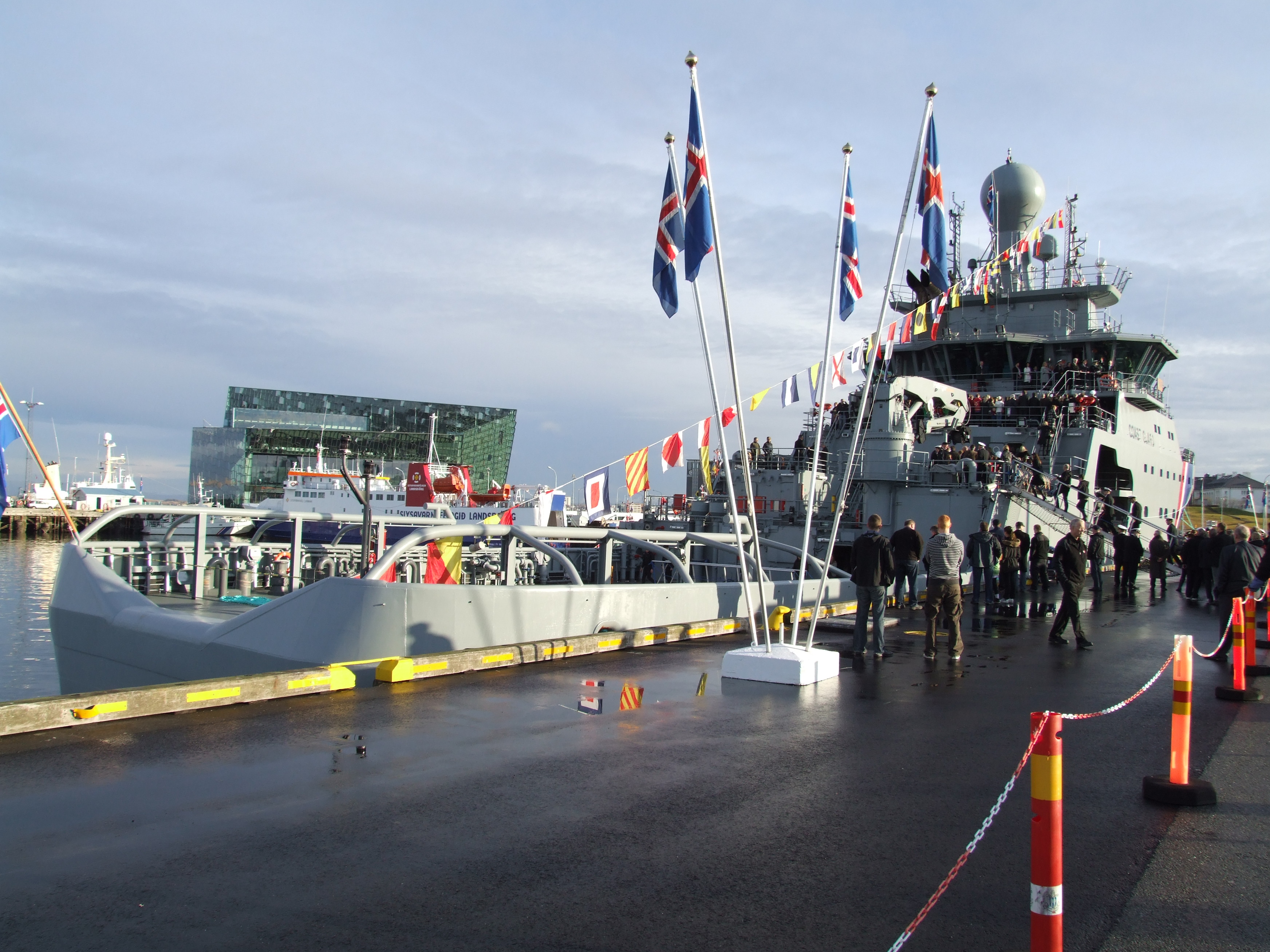
Llegada a Reykjavík
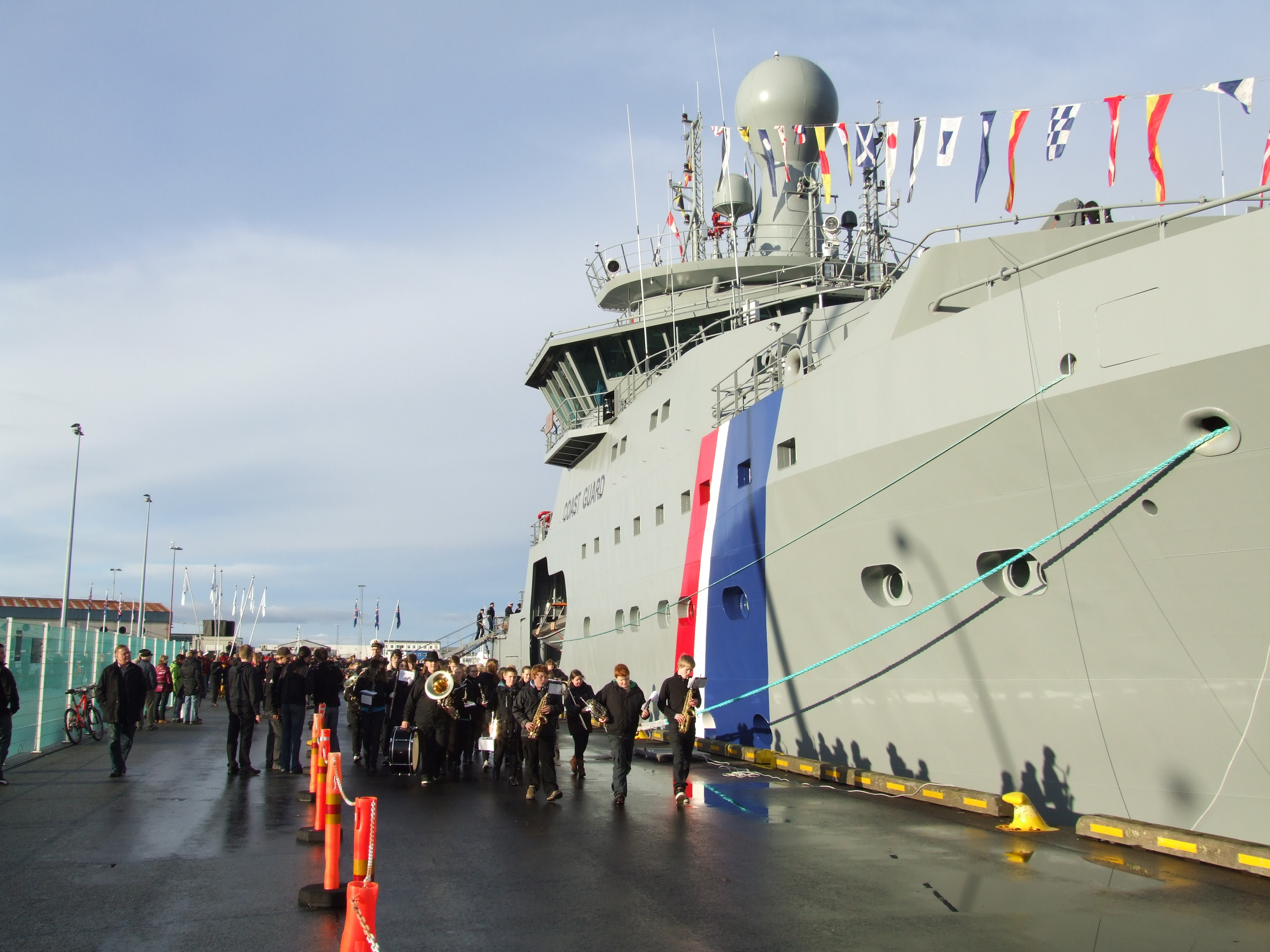
Otra perspectiva del buque